# Luragungtonggoh
Luragungtonggoh is een bestuurslaag in het regentschap Kuningan van de provincie West-Java, Indonesië. Luragungtonggoh telt 2200 inwoners (volkstelling 2010).